# Amphilius maesii
Amphilius maesii es una especie de pez de la familia Amphiliidae en el orden de los Siluriformes.

## Morfología
Los machos pueden llegar alcanzar los 8,8 cm de longitud  total.

## Distribución geográfica
Se encuentran en África: cuenca del río Congo.